# ベン・ナイト
ベンジャミン・レオ・ナイト（英語: Benjamin Leo Knight、2002年6月14日 - ）は、イングランドのサッカー選手。ポジションはFW。

## クラブ歴
2018年にイプスウィッチ・タウンFCの下部組織からマンチェスター・シティ EDSに移籍。2019年にマンチェスター・シティFCが横浜F・マリノスと対戦した際にはトップチームに帯同、来日しメンバー入りを果たしている。
2021年8月7日に行われたFAコミュニティ・シールドでフェラン・トーレスに代わって途中出場しトップチーム初出場。同月16日にフットボールリーグ1のクルー・アレクサンドラFCに1シーズンの期限付き移籍。翌日に移籍後初出場を記録した。31日のEFLトロフィーで初得点を記録した。